# They Die/Crestfallen
They Die/Crestfallen è un singolo del gruppo musicale britannico Anathema, pubblicato nel 1992 come unico estratto dal primo EP The Crestfallen EP.

## Tracce
- Lato A

1. They Die – 7:00 (testo: Darren White – musica: Daniel Cavanagh)

- Lato B

1. Crestfallen – 7:21 (Daniel Cavanagh)

## Formazione
- Vincent Cavanagh – chitarra
- Daniel Cavanagh – chitarra
- Duncan Patterson – basso
- John Douglas – batteria
- Darren White – voce